# Ethiolygrus
Ethiolygrus is een kevergeslacht uit de familie van de boktorren (Cerambycidae). De wetenschappelijke naam van het geslacht werd voor het eerst geldig gepubliceerd in 2008 door Adlbauer.

## Soorten
Ethiolygrus is monotypisch en omvat slechts de volgende soort:
- Ethiolygrus juheli Adlbauer, 2008